# Теофіль Сембратович
Теофіль Сембратович (31 липня 1853, Королева Руська — 15 жовтня 1901, Чертіж) — український церковний та освітній діяч, греко-католицький священник, доктор богослов'я, ректор Греко-католицької духовної семінарії у Відні (1883—1893), парох церкви святої Варвари у Відні (1883—1899), учасник Львівського синоду 1891 року, почесний крилошанин і титулярний радник митрополичої консисторії. Небіж галицького митрополита Сильвестра Сембратовича.

## Життєпис
Народився 31 липня 1853 року в селі Королева Руська, у давньому священничому роді Сембратовичів. Батько — Михайло Сембратович (1814—1884), мати — Марія Лаврецька (1815—1858). Був сьомою дитиною з-поміж 12 дітей у сім'ї. Після закінчення Львівської академічної гімназії навчався в Папській грецькій колегії святого Атанасія в Римі (вступив 7 листопада 1865 року, а виїхав з колегії 7 серпня 1875 року). Студії завершив докторатом з богослов'я в Папській урбаніянській колегії Пропаганди Віри. У Грецькій колегії отримав відповідно піддияконські (25 липня 1875) і дияконські (1 серпня 1875) свячення з рук Стефано Стефанополі, титулярного архиєпископа Филип і святителя для грецького обряду в Римі. Священничі свячення отримав 1877 року в неодруженому стані.
Працював у Львівській архиєпархії: префектом Львівської семінарії (1877—1883), а одночасно катехитом тривіальної школи св. Марії Магдалини (1878—1879) і викладачем догматичного богослов'я Львівського університету. У 1883—1893 роках був останнім ректором Греко-католицької духовної семінарії у Відні, а також парохом церкви святої Варвари (1883—1899). У 1891 році брав участь у Львівському синоді. З 1895 року був почесним крилошанином і титулярним радником митрополичої консисторії.
Кирило Студинський, котрий упродовж 1889—1891 років навчався у Греко-католицькій духовній семінарії при церкві Святої Варвари у Відні та на теологічному факультеті Віденського університету писав про Теофіля Сембратовича, що той був налаштований патріотично, в українському дусі, брав участь у «товариських сходинах» (зборах) українського «народного товариства» «Громада» у Відні й навіть очолював його «виділ» (управу).
Вже будучи хворим, зрікся своїх віденських посад. Помер 15 жовтня 1901 року в селі Чертіж, де його брат Лев Сембратович був парохом. Похований біля церкви в с. Чертіж.
Львівський часопис «Руслан» з приводу його смерті писав: «Др. Теофіль Сембратович, почетний крилошанин і титулярний совітник митрополичої консисториї з відзнаками крилошаньскими, бувший префект семинариї духовної львівскої, ректор
семинариї духовної у Відни і парох тамошний, по довшій і тяжкій недузі упокоїв ся в Чертежи коло Сянока на 48. році житя. В. є. п.».